# 우강 (배우)
우강(중국어: 吴刚, 병음: Wú Gāng, 한자음: 오강, 1962년 12월 9일 ~ )은 중국의 배우이다. 베이징 출신.